# Emma Rothschild
Ne doit pas être confondu avec Emma Louisa von Rothschild (1844-1935).
Emma Georgina Rothschild (née le 16 mai 1948) est une historienne britannique, professeure à l'université Harvard. Elle est directrice du Joint Center for History and Economics à Harvard et professeure honoraire d'histoire et d'économie à l'université de Cambridge. Elle a été membre du conseil d'administration de la Fondation des Nations unies et professeure à l'École des hautes études en sciences sociales .
Elle est membre de la famille Rothschild et est administratrice des Archives Rothschild , le centre international de recherche sur l'histoire de la famille à Londres.

## Famille et éducation
Emma Georgina Rothschild, née à Londres, est la fille de Victor Rothschild (1910-1990) et de sa seconde épouse, Teresa Georgina Mayor (1915-1996). Son grand-père maternel, Robert John Grote Mayor, est le frère du romancier anglais FM Mayor et le petit-neveu du philosophe et pasteur John Grote. Sa grand-mère maternelle, Katherine Beatrice Meinertzhagen, est la sœur du soldat Richard Meinertzhagen et la nièce de l'auteur Beatrice Webb . Elle est la sœur d'Amschel Mayor James Rothschild et la demi-sœur du baron Jacob Rothschild.
À l'âge de quinze ans, elle devient la plus jeune femme admise au Somerville College de l'université d'Oxford, où elle est diplômée en philosophie, politique et économie en 1967. Elle obtient une Kennedy Scholarship en économie au Massachusetts Institute of Technology.

## Carrière
De 1978 à 1988, elle est professeure associée au MIT au département des sciences humaines et au programme sur la science, la technologie et la société et enseigne également à l'École des hautes études en sciences sociales. Elle est ensuite membre du King's College de l'université de Cambridge. Elle est toujours professeure honoraire d'histoire et d'économie à la faculté d'histoire de Cambridge . Elle est membre du Magdalene College de Cambridge  et du Somerville College d'Oxford .

## Travaux
Dans le débat sur le sens de la main invisible d'Adam Smith, Emma Rothschild l'interprète comme une ironie de la part du philosophe, ce concept étant en contradiction selon elle avec le reste de son œuvre. Selon elle, à l'époque, une main invisible était plus un concept péjoratif de rétablissement de l'ordre naturel face aux dérives de l'individualisme humain.

## Prix et distinctions
En reconnaissance de ses services pour les échanges culturels et académiques britanniques, Emma Rothschild est nommée dame de l'ordre de Saint-Michel et Saint-Georges lors des remises de décorations du Nouvel An 2000. Elle est admise à la Société américaine de philosophie en 2002 .

## Vie privée
Elle aurait eu une relation avec le Premier ministre suédois Olof Palme dans les mois qui ont précédé son assassinat. La presse suédoise l'avait d'abord identifiée comme une conseillère du Premier ministre, mais les enquêtes sur l'assassinat ont établi un lien plus intime entre les deux.
En 1991, Emma Rothschild épouse l'économiste indien et lauréat du prix dit Nobel d'économie Amartya Sen. Ils vivent ensemble à Cambridge.

## Ouvrages
Emma Rothschild écrit sur l'histoire économique et l'histoire de la pensée économique. Certaines de ses publications sont :
- Paradise Lost: The Decline of the Auto-Industrial Age (1973)
- Emma Rothschild, « Haute culture, haute cuisine ou Hang-tcheou-sur-Seine », Le Débat, vol. 11, no 4,‎ 1981, p. 108-117
- (en) Emma Rothschild, « What Is Security? », Daedalus, vol. 124 « The Quest for World Order », no 3,‎ 1995, p. 53-98
- Common Security and Civil Society in Africa (1999)
- Economic Sentiments: Adam Smith, Condorcet and the Enlightenment (2001)
- Language and Empire, circa 1800 (2005)
- A Horrible Tragedy in the French Atlantic (2006)
- The Inner Life of Empires: An Eighteenth-Century History (2011)
- An Infinite History. The Story of a Family in France over Three Centuries (2021) trad. française : De proche en proche. Une famille ordinaire dans l'histoire de France, Paris, Seuil, 2025.